# Noginsk
Noginsk ili Bogorodsk (ruski:Ногинск ) je grad u Bliskom Podmoskovlju ili Moskovskoj oblasti u Rusiji. Nalazi se na rijeci Kljazmi.
Broj stanovnika:
- 1989.: 130.000
- 2002.: 117.555

Veliko je središte tekstilne industrije. U njemu su pogoni za preradu pamuka, svile i vune.
Utemeljen je 1389. godine kao Rogoži, a grad je kasnije nazvan Bogorodsk. 
Preimenovan je u Noginsk 1930. godine prema komunističkom tekstilnom rukovoditelju Viktoru Pavloviču Noginu. 
Danas se koriste oba naziva za ovaj grad. Većina gradskih gospodarskih subjekata nosi u imenu Bogorodsk: 
- Bogorodskaja Pivovarnja (od 1897.)
- Bogorodskavtotrans, mjesni prijevoznik

Izgradnja nove autoceste je u tijeku. Nova autocesta će uvelike rasteretiti prezagušenu nižnjenovgorodsku autocestu, koju uglavnom koriste teška vozila za prjevoziti prekokontinentalne terete (EU - Rusija - Kina). Projektirana ruta će ići južnije od postojeće ceste, između nižnjenovgorodske autoceste i novosovihinske autoceste. Procijenjeno vrijeme putovanja između Moskve je 20 minuta. Zemljovid ceste: http://www.roads.ru/articles/a33_new_noginsk.php  Arhivirana inačica izvorne stranice od 31. prosinca 2007. (Wayback Machine)

## Gradonačelnici
- Vladimir N. Laptev (199x.-2005.)
- Vladimir A. Hvatov (2005.-).